# Strickland Roger
Strickland Roger – civil parish w Anglii, w Kumbrii, w dystrykcie (unitary authority) Westmorland and Furness. W 2011 civil parish liczyła 480 mieszkańców.